# 戈特霍尔德·埃弗拉伊姆·莱辛
戈特霍尔德·埃弗拉伊姆·莱辛（德語：Gotthold Ephraim Lessing，發音：[ˈɡɔthɔlt ˈʔeːfʁa.ɪm ˈlɛsɪŋ] ⓘ；1729年1月22日—1781年2月15日），是德国启蒙运动时期最重要的作家和文艺理论家之一，他的剧作和理论著作对后世德语文学的发展产生了极其重要的影响。

## 生平
戈特霍尔德·埃弗拉伊姆·莱辛生于德国上劳齐茨地区的卡门茨。他和18世纪的许多其他德意志作家一样出身于一个新教牧师家庭。他的父亲是卡门茨的大教堂的首席牧师及神学作品的作者：约翰·戈特弗里德·莱辛（Johann Gottfried Lessing），母亲是尤斯蒂娜·萨洛姆（Justine Salome），父姓费勒（Feller），是丈夫上级的女儿。莱辛在父母的十二个孩子中排行第三。
1737年到1741年，他就读于卡门茨的拉丁语学校，后来在迈森的圣·阿夫拉贵族学校学习。1746年9月起，他开始了在莱比锡大学的神学学习。
很快莱辛就开始从事更世俗化的活动，学习跳舞、击剑和骑术，并对戏剧产生了兴趣。他在《自然研究者》杂志和表兄弟缪利乌斯（Christlob Mylius）出版的《激发灵魂的快乐》上发表了第一批诗歌、寓言和诗体短篇小说。因为自己的和为剧院人员担保的债务问题，莱辛不得不为躲避债权人于1748年夏天离开了莱比锡。他在维滕贝格停留了短时间，想在那里学医。1748年11月，他来到柏林。
莱辛不到20岁就决定从事自由作家的职业。他同缪利乌斯一起出版了《历史论文和戏剧评论》杂志，此外他撰写书评、诗歌、剧本（《犹太人》、《怀疑论者》），进行翻译工作，从1751年起，他还为《柏林特许报》工作。
由于父亲的压力，也由于跟当时身处弗里德里希二世宫廷的伏尔泰的一场带来严重后果的纠纷——莱辛以印刷原张的形式让朋友接触了伏尔泰尚未献给国王的著作《路易十四时代》——1751年底，莱辛动身返回维滕贝格，以结束他在那里的学业。1752年4月他获得哲学硕士学位。
从1752年11月起，莱辛又来到柏林。他翻译伏尔泰和弗里德里希二世的作品，并开始了他雄心勃勃的戏剧图书馆项目（从未完成），它应该以非常规的方式提供古往今来所有民族的批判性的戏剧史。1753年到1755年他出版了分成6部分的作品集，1755年春季创作了《萨拉·萨姆逊小姐》。
尽管有着文学方面的声誉，莱辛一直寻求着一份稳定的工作。1755年10月他前往莱比锡。他接受了富商温克勒（Christian Gottfried Winkler）的建议，作为后者的陪同做一次4年之久的环游欧洲的旅行。1756年5月，他们离开莱比锡，仅仅在8月份，他们在阿姆斯特丹受到7年战争爆发的惊吓，不得不返回。回到被普鲁士占领的莱比锡后，莱辛很快与普鲁士少校、作家埃瓦尔德·克里斯蒂安·冯·克莱斯特（Ewald Christian von Kleist）缔结了亲密的友谊。
1758年莱辛返回柏林，写下了第一批涉及当时的文学的信件，1759年他出版了独幕剧《菲罗塔斯》。
1761年到1765年是一段令人惊讶的时间。莱辛在布雷斯劳担任了普鲁士将军弗里德里希·博吉斯拉夫·冯·陶恩青（Tauentzien）的行政秘书。摆脱了一切经济问题，莱辛过着不受拘束的艺术家生活，沉湎于赌瘾中。1763年他才在给父亲的信中写道：“我已经因为这种无意义的生活浪费了三年时间，现在是我走上正轨的时候了。”
1765年5月，他回到柏林，重新从事——并不是毫无困难地——文学工作。1766年他出版了一部内容丰富的作品：美学论著《拉奥孔》，它首先对青年一代产生了重大的影响。1767年出版了《明娜·冯·巴恩赫姆》。
1766年莱辛成为王室图书馆馆员的愿望破灭之后，他潜心于参与筹备中的汉堡国家剧院的工作。他满怀激情地计划使国家剧院成为一个国家文化机构。1769年的复活节，此项目因为资金问题和舞台文学顾问莱辛与其他两个负责人的权限之争而以失败告终。
1769年9月莱辛接受不伦瑞克宫廷的邀请，成了著名的沃尔芬比特尔（Wolfenbüttel）大公图书馆馆员。
他在沃尔芬比特尔的前几年文学创作并不丰富，只在1771年出版了《爱米丽雅·迦洛蒂》，此外，在1774年到1778年他出版了《未署名者片断》，这部作品后来让他牵连进和汉堡主教约翰·梅尔希奥·格策（Johann Melchior Goeze）的激烈的神学方面的论战。
1775年到1776年他取道莱比锡和德累斯顿，到达维也纳。从维也纳出发，他陪伴不伦瑞克的莱奥波德（Leopold）亲王前往意大利，这次旅行途经米兰、威尼斯、佛罗伦萨、科西嘉岛、热那亚、都灵、罗马和那不勒斯，似乎没有给陪同亲王的莱辛留下什么印象。
他回来后，跟1771年就和他订婚的商人遗孀埃娃·柯尼希（Eva König）结了婚。但他并没有获得生活幸福。1777年12月，他出生不久的儿子夭折了，两周后，他的妻子也去世了。
由于在汉堡的不快经历，他拒绝了参与曼海姆筹建中的国家剧院的工作。在沃尔芬比特尔，他越来越多地研究神学问题。1778年他出版了《论人类的教育》，1780年全部完成，此外他出版了针对保守的汉堡主教而作的《反对歌策》的论文，它维护了理性的权利，并对宗教进行了审视性的批判。
1778年，诗剧《智者纳旦》作为这次论战的延续问世。
最迟在1780年，莱辛的健康迅速恶化，他抱怨注意力涣散、视力减退、忧郁症和病态的疲倦。1781年2月15日他造访不伦瑞克时去世，时年52岁。

## 思想

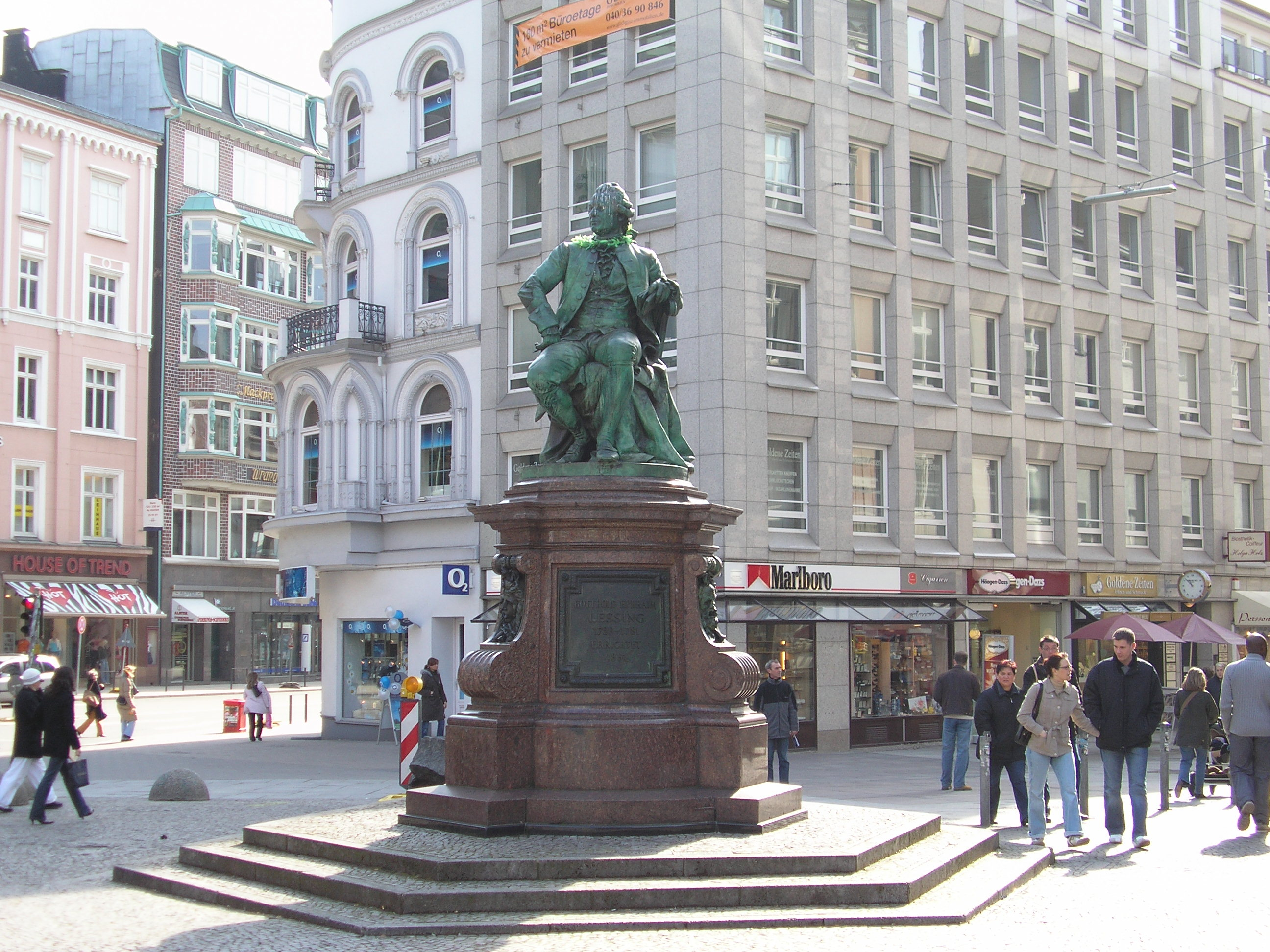
汉堡市中心的莱辛纪念塑像

莱辛是一个涉猎广泛的作家、思想家和批评家。作为德国启蒙运动的领导性的代表人物，他是思考市民的自我意识的先驱者。他的理论及批评作品以经常被运用的滑稽、讽刺的风格与准确的论证而独树一帜。他作品中的对白的修辞风格符合他的意图，即一直从不同的角度观察事物，也从争论对手的论据中寻找真理的踪迹。对他而言，真理永远不是可以为人掌握的、一成不变的东西，而是一个不断接近真理的过程。
莱辛很早就对戏剧产生了兴趣，不论是在他的以戏剧为主题的理论、批评文章中，还是在他作为作家亲自创作的作品中，他都努力为发展一种德意志的新的市民戏剧作出贡献。他反对占有统治地位的约翰·克里斯托夫·戈特舍德和他的弟子的文学理论。他特别批评把法国戏剧作为榜样来模仿，他支持对亚里士多德的古典主义的原则作出反思和借鉴莎士比亚的作品。莱辛是在德国创立莎士比亚评论的第一人。他和许多戏剧团体合作。
在汉堡，莱辛尝试和其他人一起建设一所德意志的国家剧院（直到1769年）。现在，他的作品被视为后来发展起来的德国市民戏剧的样板。《萨拉·萨姆逊小姐》和《爱米丽雅·迦洛蒂》被当成最早的市民悲剧，《明娜·冯·巴恩赫姆》是许多古典主义的德国戏剧的榜样。《智者纳旦》是第一部探讨世界观的观念剧。他的理论著作《拉奥孔》和《汉堡剧评》为讨论美学和文学理论的原则制定了标准。
在他的宗教哲学的作品中，莱辛维护了虔诚的基督徒的思想自由。他反对对上帝的启示的信仰，反对通过占有统治地位的保守的学术观点完全遵从《圣经》。与保守的观点相反，作为启蒙运动的产儿，他相信一种“理性的基督教”，它可以自行导向信仰的精神实质。他相信人类的理性（受到批评和异议的激发）可以不需要神的启示自行发展。为了激起一场针对“完全的对信仰的依赖”的公众讨论，莱辛在1774年到1778年出版了7部《未署名者片断》，它们导致了所谓的“片断争论”。莱辛在这次争论中的主要论敌是汉堡主教歌策，针对歌策，莱辛写了一些文章，包括11份《反对歌策》。
此外，莱辛还多次参与了与占统治地位的学术观点的代言人的论战，支持对其它世界性的宗教的宽容。他也以剧作的形式（在《智者纳旦》中）表达了自己的观点，因为他后来的理论作品被禁止出版。在《论人类的教育》中，他系统性地表达了自己的观点。
自由精神（在戏剧方面反对法国戏剧的榜样性的支配地位，在宗教方面反对教会的教条）是贯穿莱辛一生的主线。因此，他参与了把奋发向上的市民阶级从贵族的管制下解放出来的活动。作为作家，他也一直追求不依附于人，但是他的过一种自由作家的生活的理想由于经济条件所迫很难实现。

## 作品

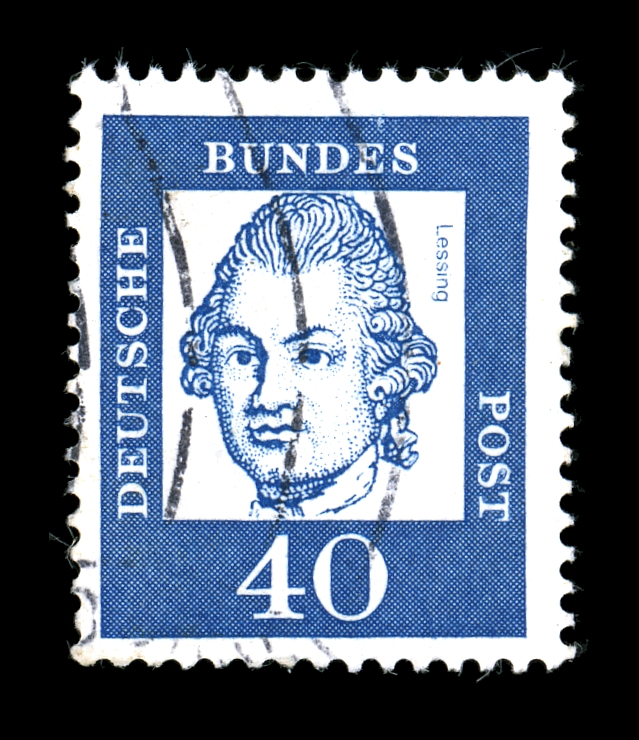
莱辛

（部分）
- 《年轻的学者》（1748年）
- 《犹太人》（1749年）
- 《怀疑论者》（1749年）
- 《萨拉·萨姆逊小姐》（1755年）
- 《菲罗塔斯》（1759年）
- 《寓言》（1759年）
- 《拉奥孔》（1766年）
- 《明娜·冯·巴恩赫姆》（1767年）
- 《汉堡剧评》（1767年-1769年）
- 《爱米丽雅·迦洛蒂》（1772年）
- 《反对歌策》（1778年）
- 《智者纳旦》（1779年）
- 《论人类的教育》（1780年）
- 《夫妻之爱》（诗歌）（1781年）

### 中文译本
- 《拉奥孔》，朱光潜/译，人民文学出版社，1979年，ISBN 7-02-002508-0
- 《汉堡剧评》，张黎/译，上海译文出版社，2002年，ISBN 753272861
- 《历史与启示：莱辛神学文选》，朱雁冰/译，华夏出版社，2006年，ISBN 7-5080-3969-6
- 《莱辛剧作七种》，李健鸣/译，华夏出版社，2007年，ISBN 7-5080-4167-4

## 参看
- 启蒙文学